# Капитал
Вижте пояснителната страница за други значения на Капитал.
Капитал (на латински: capitalis) е съвкупност от блага, имущества, активи, използвани за получаването на печалба и богатство.
В най-тесен смисъл това е източник на доход под формата на средства за производство (физически капитал). Под паричен капитал се разбират пари, с помощта на които се придобива физическия капитал. Влагането на материални и парични средства в икономиката, в производството, се нарича също капиталовложение или инвестиция. За капитал не се считат ресурси, вложени в потребление на стоки и услуги.

## Същността на капитала
Капиталът е паричният израз на стойността на вложените активи в предприятието. Най-общо може да се определи като притежаваните, създадените и използваните от човека ресурси, които правят възможно и в бъдеще да се произвеждат стоки и услуги. Капиталът се дели на две основни групи по това как е придобит. Те са собствен и привлечен. А от гледна точка на производството капиталът се дели на оборотен и основен.
Капиталът е съвкупен израз на всички средства, които се притежават от стопанските субекти и са предназначени за стопански цели и е паричен израз на притежаваното имущество. Той включва имуществото, средствата за производство и всички стопански блага от веществен и невеществен характер. Капиталът е икономическа категория, която се измерва в парична стойност, като величината му е променлива и зависи съществено от голяма съвкупност на вътрешни и външни фактори.

## Произход на термина
Терминът капитал произлиза от латинския език. Думата caput – глава, е използвана от римляните да обозначават заетата срещу лихва парична сума, т.е. главница. По-късно представителят на школата на физиократите Франсоа Кене насочва вниманието върху капитала под името аванси, влагани в земеделието основно във веществена форма. Различава първоначални аванси (машини и съоръжения) и ежегодни аванси (семена и торове).

## Значения
- Като политикономическо понятие капиталът е фактор за производството във вид на стойност, която носи принадена стойност. Това е най-важното му свойство: капиталът е пари, които могат да самонарастват („пари“ тук е в най-широкия, а не в тесния, финансов смисъл).

- Трябва да се разграничава капиталът от средството на труда, което може да се разглежда като физически капитал. Определено средство на труда може да стане капитал само тогава, когато собствениците му влязат в икономически отношения с други собственици на други фактори за производство. Един стан или струг сам по себе си не е капитал. Но ако неговият собственик го използва за производство на продукт за пазара, то даденото средство на труда започва да намалява своята стойност, като пренася част от стойността си върху себестойността на готовия продукт (отчитано под формата на амортизации). Затова капиталът не е свързан единствено с притежаването на самата машина, сграда и т.н., но и с определено икономическо отношение по повод вещта. Земята, природните и човешките ресурси могат да станат капитал, едва когато бъдат използвани с някаква производствена цел.

- В управленски смисъл капиталът е съвкупност от ресурси – парични, материали, природни и интелектуални, необходими за производството на стоки и услуги.

- В счетоводен аспект капитал е разликата между активите на една фирма и нейните краткосрочни и дългосрочни пасиви. Капиталът, като перо от баланса, се намира в пасива и от тази гледна точка може да се разглежда като задължение на дружеството към собствениците му. Собственият капитал се дели на основен капитал, резерви и финансов резултат. В основния капитал влиза капиталът, с който е регистрирано дружеството – парите, които собствениците му са вложили. Финансовият резултат включва неразпределената печалба, непокрита загуба и текущата печалба или загуба на дружеството.

## Видове капитал
Капиталът в общи линии може да се раздели на:
- Основен – това е тази част от капитала, която се изразходва за сгради, машини и други съоръжения и пренася на части стойността си върху себестойността на готовата продукция чрез амортизациите.[4] Това са активи и имоти, които не са бързоликвидни, т.е. не могат лесно да бъдат превърнати в пари, с други думи материални активи с дълъг срок на използване. Дълготрайните активи обикновено са земя и сгради, моторни превозни средства, мебели, офис оборудване, компютри, стопански инвентар и машини и съоръжения. Те често получават по-благоприятно данъчно третиране (под формата на амортизационни квоти) от текущите активи. Стойността на един дълготраен актив е неговата покупна цена, включително вносните мита и други разходи по придобиването.
- Оборотен – изразходва се за наемане на работна сила, купуване на суровини и спомагателни материали и стойността му влиза постепенно в себестойността на готовата продукция в продължение на един производствен процес.[5] Заедно с дълготрайните активи като машини, съоръжения и оборудване, оборотният капитал се счита за част от оперативния капитал. Нетния оборотен капитал се изчислява като разлика между текущите активи и текущите пасиви (краткосрочните задължения).

Според формата му може да е:
- ресурси в материална форма – резултат от дейност, включително непосредствено предшестващ процес на производство: сгради, машини, инструменти, включени в употреба природни ресурси и земя.
- човешки ресурси, където влизат знанията и уменията на хората и техните отношения.

## Теории за капитала

### Класическа икономика
Капиталът е съвкупност от ресурсите, които могат да бъдат използвани в производството на стоки и услуги. Той е един от трите фактора на производството, заедно със земята и труда.
Адам Смит в своята книга „Богатството на народите“ (Wealth of Nations, Book II, Chapter 1) прави разграничение между основен и оборотен капитал.

### Марксистка икономика
Сравнително пълно изследване на същността, формите и кръгооборота на капитала е представено от Карл Маркс в неговите три тома с общо наименование „Капиталът“.
В теорията на Карл Маркс капиталът се формира като принадена стойност в резултат на използването на работната сила от капиталистите.
Маркс въвежда понятията променлив и постоянен капитал. Постоянният капитал се отнася до инвестициите в други фактори на производство, различни от работна сила, като например суровини, машини и съоръжения, които участват в производство. Сумата от стойността, вложена като първоначална инвестиция (средствата за производство) не се различава от стойността на произведените продукти. Променливият капитал се отнася до инвестициите в работна сила, които единствено създават прираст под формата на принадена стойност. Този процес Маркс описва със следната капиталова схема:
{\displaystyle \Pi \rightarrow C\rightarrow \Pi '.}

#### Движение на паричния капитал
{\displaystyle \Pi \rightarrow \left[\Pi \rightarrow \mathrm {P} ={\begin{cases}1.W&\\2.LF&\\\end{cases}}\rightarrow \underbrace {...\Pi \rho ....} \rightarrow C\rightarrow \Pi '\right]\rightarrow (\Pi +\Lambda \%)}

### Австрийска икономическа школа
Капиталът (капиталните блага) са ресурси, които играят роля на бъдещи фактори на производството. Например, машината е капитал само в случай, че този, който се разпорежда с нея, планира да я използва в бъдеще за производството на блага. Т.е. капиталът се разглежда като текущата парична стойност на капиталните блага.
Ойген фон Бьом-Баверк критикува теориите на Карл Маркс и на класика Давид Рикардо. Според него капиталоинтензивността (capital intensity) зависи от кръговия характер на производството (roundaboutness). Най-напред се произвеждат капиталови стоки (машини, оборудване), и впоследствие с тяхна помощ се произвеждат желаните потребителски стоки.

## Счетоводни аспекти на капитала
От счетоводна гледна точка капиталът се разглежда от по-тесни позиции, защото например се изключват понятия като социален и човешки капитал, които няма как да се осчетоводят и да се представят в пасива на счетоводния баланс. За счетоводителите капиталът е „паричен израз на стойността на стопанските средства, сиреч активите, с които разполага едно предприятие за осъществяване на дейността си“.
Това означава, че ако се учреди едно предприятие с 20 млн. лв. капитал (който в случая е и основен капитал, защото още няма отчислени резерви и отчетени печалби/загуби) и с него се купят сграда за 10 млн. лв. (цена на придобиване), за 5 млн. лв. се купи оборудване и за още 5 млн. лв. се купят материали, то ще имаме следното: в пасива на счетоводния баланс ще отразим ОК = 20 млн. лв., а в актива ще отразим три позиции съответно за ДМА (10 млн. лв., сгради), ДМА (5 млн. лв., оборудване) и КМА (5 млн. лв.).